# Hannahs Mill
Hannahs Mill – jednostka osadnicza w Stanach Zjednoczonych, w stanie Georgia, w hrabstwie Upson.